# Trechnites albipodus
Trechnites albipodus är en stekelart som beskrevs av Kazmi och Hayat 1995. Trechnites albipodus ingår i släktet Trechnites och familjen sköldlussteklar. Inga underarter finns listade i Catalogue of Life.